# Пономарчук, Лаврентий Петрович
Лаврентий Петрович Пономарчук (1921—2002) — советский военный. Участник Великой Отечественной войны. Герой Советского Союза (1945). Полковник.

## Биография
Лаврентий Петрович Пономарчук родился 20 августа 1921 года в селе Ничеговка Козелецкого уезда Черниговской губернии Украинской Социалистической Советской Республики (ныне село Козелецкого района Черниговской области Украины) в крестьянской семье. Украинец. Окончил среднюю школу в соседнем посёлке Калита. В ряды Рабоче-крестьянской Красной Армии Л. П. Пономарчук был призван в сентябре 1940 года. К началу Великой Отечественной войны являлся курсантом Киевского артиллерийского училища.
В боях с немецко-фашистскими захватчиками курсант Л. П. Пономарчук с июля 1941 года. Боевое крещение принял в боях под Киевом в ходе Киевской оборонительной операции. 20 августа 1941 года Лаврентий Петрович был ранен и отправлен в госпиталь. В октябре 1941 года после выздоровления ему присвоили звание младшего лейтенанта и направили в 323-ю стрелковую дивизию, которая формировалась под Тамбовом, где он был назначен командиром огневого взвода 892-го артиллерийского полка. 23 ноября 1941 года дивизия была переброшена в Спасск-Рязанский и включена в состав 10-й армии Западного фронта. С 6 декабря 1941 года младший лейтенант Л. П. Пономарчук участвовал в Тульской наступательной операции Московской битвы, боях за Михайлов и Епифань. В ходе Ржевско-Вяземской операции 323-я стрелковая дивизия понесла тяжёлые потери и была выведена на переформирование. В январе 1942 года тяжёлое ранение получил и Лаврентий Петрович. После лечения в госпитале он вернулся в свою дивизию, которая с 3 марта 1942 года занимала оборону в районе городов Киров и Жиздра Калужской области и до апреля 1943 года на этом рубеже вела кровопролитные бои в составе 16-й и 10-й армий Западного фронта. К лету 1942 года Л. П. Пономарчук был произведён в лейтенанты и назначен командиром артиллерийской батареи. За период с 10 июня по 21 октября 1942 года его батарея уничтожила 1 немецкий танк, 10 ДЗОТов, 2 артиллерийские и 4 миномётные батареи, 8 подвод и 1 автомашину с грузами, 1 блиндаж, 1 склад с боеприпасами и до 300 солдат и офицеров противника, а также подавила огонь двух артиллерийских батарей.
27 апреля 1943 года 323-я стрелковая дивизия была выведена в резерв для отдыха и пополнения. 12 июля 1943 года она была передана 11-й армии, в составе которой 30 июля убыла на Брянский фронт. Капитан Л. П. Пономарчук участвовал в Орловской операции Курской битвы, освобождении от немецко-фашистских захватчиков города Брянска в ходе Брянской операции. Кампанию 1943 года он завершил участием в Гомельско-Речицкой операции Белорусского фронта. В декабре 1943 года дивизия, в которой служил капитан Пономарчук, заняла оборону в полосе 63-й армии, а после её расформирования в феврале 1944 года передана в состав 3-й армии. Зимой 1944 года в ходе Рогачёвско-Жлобинской операции Л. П. Пономарчук получил звание майора и был назначен командиром 1-го артиллерийского дивизиона 892-го артиллерийского полка. В марте 1944 года его дивизион обеспечил успех в удержании плацдарма на западном берегу реки Друть, отразив контратаку танков и батальона пехоты противника.
Летом 1944 года Л. П. Пономарчук принимал участие в освобождении Белоруссии в ходе Белорусской стратегической операции (Бобруйская, Минская и Белостокская операции). Только при прорыве вражеской обороны 24-26 июня 1944 года в районе села Большая Крушиновка Гомельской области Белорусской ССР дивизион майора Пономарчука уничтожил 19 пулемётов, 2 миномётные и 1 артиллерийскую батареи, до 180 солдат и офицеров противника. 25 июня у села Большая Крушиновка дивизион отразил контратаку противника силой до батальона пехоты. В ходе Белостокской операции, поддерживая наступление 1086-го стрелкового полка своей дивизии, майор Л. П. Пономарчук организовал сокрушительный артиллерийский огонь, в результате которого противник понёс тяжёлые потери, а стрелковое подразделение захватило стратегически важную высоту 135,9. С 19 октября 1944 года Лаврентий Петрович участвовал в боях на Ружанском плацдарме. В январе 1945 года 323-я стрелковая дивизия была введена на Пулавский плацдарм, откуда 14 января в составе 33-й армии 1-го Белорусского фронта перешла в наступление в ходе Варшавско-Познанской операции.
При прорыве глубоко эшелонированной обороны противника на Пулавском плацдарме в районе населённых пунктов Гняздку (Gniazdkow) и Киянка (Kijanka) дивизион майора Л. П. Пономарчука, находясь в боевых порядках пехоты, обеспечил успешное выполнение боевой задачи штурмовым батальоном 1090-го стрелкового полка под командованием майора И. В. Климова. В ходе боя Лаврентий Петрович с риском для жизни неоднократно проникал в расположение противника и корректировал огонь своего дивизиона. В районе Киянки он с группой бойцов уничтожил расчёт вражеской артиллерийской батареи, после чего из захваченных орудий открыл огонь по контратакующему противнику, уничтожив до 50 военнослужащих вермахта. Огнём артиллерийского дивизиона Пономарчука было разбито 3 танка, 2 миномётные батареи и батарея 105-миллиметровых противотанковых орудий, 3 станковых пулемёта и более 10 бронетранспортёров и автомашин, а также подавлены 2 артиллерийские и 1 миномётная батареи и 5 ручных пулемётов. В ходе дальнейшего наступления дивизион майора Л. П. Пономарчука обеспечивал огневую поддержку стрелковых частей. В районе города Лодзи дивизион настиг и разгромил колонну отступающего противника, причём около 600 солдат и офицеров вермахта были взяты в плен. Освободив центральные районы Польши, подразделения 33-й армии вышли к Одеру, и форсировав его, захватили плацдарм в районе Фюрстенберга. 24 марта 1945 года за отличие в Варшавско-Познанской операции майору Пономарчуку Лаврентию Петровичу указом Президиума Верховного Совета СССР было присвоено звание Героя Советского Союза.
16 апреля 1945 года началась Берлинская операция, в ходе которой 323-я стрелковая дивизия в составе 16-го стрелкового корпуса 33-й армии 1-го Белорусского фронта перешла в наступление с плацдарма, захваченного на западном берегу реки Одер. При прорыве вражеской обороны 1-й дивизион 892-го артиллерийского полка под командованием Л. П. Пономарчука точным артиллерийским огнём разрушил огневую систему немецкой обороны в полосе прорыва, уничтожив 3 миномётные батареи, 5 станковых и 3 ручных пулемёта и подавив 2 артиллерийские батареи, чем дал возможность наступающей пехоте выполнить боевую задачу с минимальными потерями. В бою за сильно укреплённый узел немецкой обороны Лихтенберг дивизионом было подавлено 13 огневых точек противника и подбито 2 самоходные артиллерийские установки. 21 апреля 1945 года позиции дивизиона были атакованы батальоном СС. Л. П. Пономарчук поднял в бой личный состав взвода управления. Огнём из орудий и личного оружия контратака противника была отражена с большим для него уроном. Лаврентий Петрович был ранен, но не покинул поле боя. В конце апреля — начале мая дивизион майора Л. П. Пономарчука участвовал в боях по ликвидации окружённых южнее Берлина частей 9-й и 4-й танковых армий. Боевой путь он закончил у городка Луккенвальде.
После завершения Великой Отечественной войны майор Л. П. Пономарчук был направлен на учёбу в Ленинградскую высшую офицерскую артиллерийскую школу, по окончании которой в 1946 году он служил в строевых частях Советской армии. С 1968 года полковник Л. П. Пономарчук в запасе. Жил и работал в городе Днепропетровске. 11 марта 2002 года Лаврентий Петрович скончался. Похоронен на Украине на Сурско-Литовском кладбище города Днепропетровска.

## Награды
- Медаль «Золотая Звезда» (24.03.1945);
- орден Ленина (24.03.1945);
- орден Красного Знамени (06.06.1945);
- орден Александра Невского (18.09.1944);
- два ордена Отечественной войны 1-й степени (21.07.1944; 06.04.1985);
- орден Отечественной войны 2-й степени (24.01.1943);
- орден Красной Звезды (09.01.1943);
- медали.

## Документы
- Общедоступный электронный банк документов «Подвиг Народа в Великой Отечественной войне 1941—1945 гг.» Дата обращения: 1 ноября 2012. Архивировано из оригинала 13 марта 2012 года.

Представление к званию Героя Советского Союза и указ ПВС СССР о присвоении звания. Дата обращения: 1 ноября 2012. Архивировано 29 декабря 2012 года.
Орден Красного Знамени (наградной лист и приказ о награждении). Дата обращения: 1 ноября 2012. Архивировано 29 декабря 2012 года.
Орден Александра Невского (наградной лист и приказ о награждении). Дата обращения: 1 ноября 2012. Архивировано 29 декабря 2012 года.
Орден Отечественной войны 1-й степени (наградной лист и приказ о награждении). Дата обращения: 1 ноября 2012. Архивировано 29 декабря 2012 года.
Орден Отечественной войны 2-й степени (наградной лист и приказ о награждении). Дата обращения: 1 ноября 2012. Архивировано 29 декабря 2012 года.
Орден Красной Звезды (наградной лист и приказ о награждении). Дата обращения: 1 ноября 2012. Архивировано 29 декабря 2012 года.